# Тиссеран, Франсуа Феликс
Франсуа Феликс Тиссеран (фр. François Félix Tisserand, 13 января 1845, Нюи-Сен-Жорж — 20 октября 1896, Париж) — французский астроном, член Парижской Академии наук (с 1878 года).

## Биография
Окончил Высшую нормальную школу (Педагогический институт) в Париже (1866) и был принят на должность адъюнкт-астронома Парижской обсерватории, где наблюдал на экваториале и меридианных инструментах. С 1873 года — профессор Тулузского университета и директор Тулузской обсерватории. В связи с избранием его членом Парижской АН переехал в Париж. С 1878 года — профессор Парижского университета и член Бюро долгот. С 1892 года — директор Парижской обсерватории. Участвовал в экспедиции на п-ов Малакку для наблюдения полного солнечного затмения (1868). С целью определения параллакса Солнца совершил две экспедиции для наблюдения прохождений Венеры по диску Солнца (9 декабря 1874 года и 6 декабря 1882 года).
Научные работы относятся к различным областям небесной механики. Внес большой вклад в теорию кометных орбит. Разработал критерий установления тождественности комет («критерий Тиссерана»). Занимаясь вопросами устойчивости Солнечной системы, исследовал долгопериодические возмущения планет и установил, что они не могут привести к нарушению устойчивости. Создал теорию движения спутника Сатурна — Япета, теорию либраций Гипериона.
Широко известен четырёхтомный труд Тиссерана «Traité de Mecanique céléste» («Небесная механика»; 1889—1896). Он содержит систематическое изложение основных достижений классической небесной механики к концу XIX века. Тиссеран — автор примечаний к «Математическим началам натурфилософии» Ньютона.
Иностранный член-корреспондент Петербургской Академии наук с 1883 года.

## Память
В 1935 году Международный астрономический союз присвоил имя Тиссерана кратеру на видимой стороне Луны.